# Josplateau
Het Josplateau is een plateau in Nigeria van 7770 km² met een gemiddelde hoogte van 1280 meter. Het hoogste punt is 1829 meter. Het is de enige regio in Nigeria met een gematigd klimaat.